# Butylbenzisothiazolinon
Butylbenzisothiazolinon BBIT ist ein Biozid aus der Klasse der benzoanellierten Isothiazolinone, wie die Grundsubstanz Benzisothiazolinon BIT, aus der es durch Alkylierung z. B. mit 1-Brombutan entsteht.
BBIT ist insbesondere als Fungizid aktiv und wird in der EU für die Produktarten 6, 7, 9, 10 und 13 evaluiert (Stand: März 2020).

## Vorkommen und Darstellung
Für den häufig eingesetzten Ausgangsstoff Benzisothiazolinon BIT wurden seit der ersten Beschreibung im Jahr 1923 wegen ursprünglich unbefriedigenden Ausbeuten und Verwendung problematischer Reaktanden eine Vielzahl von Synthesen entwickelt, wie z. B. neuerdings aus 2-Iodbenzamid und Kohlenstoffdisulfid (CS2) in Gegenwart von Kupfer(I)-bromid (CuBr) und der Aminosäure L-Prolin mit Ausbeuten über 75 Prozent.
Die Alkylierung des Lithiumsalzes von BIT mit 1-Brombutan liefert ein Gemisch von N-Butyl-1,2-benzisothiazolin-3-on (BBIT) und dem unerwünschten O-Alkylierungsprodukt 3-Butoxy-1,2-benzisothiazolin im Verhältnis 79:21, aus dem BBIT durch Vakuumdestillation isoliert werden kann.
Eine weitere Synthese geht aus von 2-Chlor-N-butylbenzamid (aus 2-Chlorbenzoesäure über das Säurechlorid mit n-Butylamin hergestellt), das mit trockenem Natriumsulfid (Na2S) in NMP zu 2-Mercapto-N-butylbenzamid umgesetzt wird. 
Durch oxidative Cyclisierung mit Sulfurylchlorid (SO2Cl2) wird der Isothiazolinonring geschlossen und BBIT in 74%iger Ausbeute gebildet.

## Eigenschaften
Butylbenzisothiazolinon ist ein gelbes bis braunes Öl, das sich in Wasser und verschiedenen organischen Lösungsmitteln löst. Die Verbindung ist im pH-Bereich zwischen 2 und 12 und bei höheren Temperaturen stabil.
2-Butyl-benzo[d]isothiazol-3-on reagiert als Isothiazolinon mit Thiolfunktionen von Peptiden, wie z. B. Glutathion, oder Enzymen im Zellinneren von Mikroorganismen und blockiert so Zellwachstum und -teilung.

## Anwendungen
Butylbenzisothiazolinon ist ein Biozid, das eng mit den antimikrobiell aktiven Isothiazolinonen verwandt ist. Es ist aktiv gegen Pilze, Hefen, verschiedene Algen und einige Bakterienarten, allerdings weniger gegen Problemkeime, wie Pseudomonaden.
Besonders wegen seiner pilzwachstumshemmenden Wirkung wird Butylbenzisothiazolinon in Kühlschmiermitteln und wasserbasierten Lacken als so genanntes Topf-Konservierungsmittel (engl. in-can preservative), sowie wegen seiner guten UV-Stabilität (geringe Vergilbungsneigung) zur antimikrobiellen Ausrüstung von Kunststoffen, wie z. B. Polyurethane PUR, Polyvinylchlorid PVC, Polyolefine und Ethylen-Vinylacetat-Copolymer EVAC in Einsatzmengen von 500 bis 5,000 ppm verwendet.